# San Antonio Tlaxcaltepec
San Antonio Tlaxcaltepec är en ort i Mexiko.   Den ligger i kommunen Asunción Cacalotepec och delstaten Oaxaca, i den sydöstra delen av landet, 400 km sydost om huvudstaden Mexico City. San Antonio Tlaxcaltepec ligger 999 meter över havet och antalet invånare är 342.
Terrängen runt San Antonio Tlaxcaltepec är bergig åt nordväst, men åt sydost är den kuperad. San Antonio Tlaxcaltepec ligger nere i en dal. Runt San Antonio Tlaxcaltepec är det glesbefolkat, med 20 invånare per kvadratkilometer. Närmaste större samhälle är San Juan Juquila, 14,5 km söder om San Antonio Tlaxcaltepec. I omgivningarna runt San Antonio Tlaxcaltepec växer i huvudsak städsegrön lövskog.